# Coppa Ronchetti 1989-1990
L'edizione 1989-1990 della Coppa europea Liliana Ronchetti è stata la diciannovesima della seconda competizione europea per club di pallacanestro femminile organizzata dalla FIBA Europe. Si è svolta dal 27 settembre 1989 al 21 marzo 1990.
Vi hanno partecipato quarantuno squadre. Il titolo è stato conquistato dal Basket Parma, nella finale disputata su due gare sulla Jedinstvo Tuzla.

## Preliminari
| Squadra #1         | Totale  | Squadra #2             | Andata | Ritorno |
| ------------------ | ------- | ---------------------- | ------ | ------- |
| Weilhelm           | 157–166 | Budapest EAC           | 77–78  | 80–88   |
| Noamh Dublin       | 105–218 | ASPTT Aix              | 56–101 | 49–117  |
| Apollon Kalamarias | 124–177 | Slavia Banska Bystrica | 62–87  | 62–90   |
| CIF Lisboa         | 115–178 | Stade Clermontois      | 54–85  | 61–93   |
| Orchies            | 134–139 | Olimpia Poznań         | 73–59  | 61–80   |
| Saint Servais      | 99–175  | Racing Paris           | 55–99  | 44–76   |
| Galatasaray        | 168–106 | Sparta Bertrange       | 88–45  | 80–61   |
| Kerrygold Canarias | 144–138 | Spartacus Budapest     | 61–72  | 83–66   |
| Italmeco Bari      | 121–120 | Tungsram Budapest      | 66–60  | 55–60   |

## Ottavi di finale
| Squadra #1             | Totale  | Squadra #2        | Andata | Ritorno |
| ---------------------- | ------- | ----------------- | ------ | ------- |
| Agia Paraskevi         | 103–165 | Jedinstvo Tuzla   | 49–64  | 54–101  |
| Budapest EAC           | 122–164 | Saturnia Viterbo  | 62–93  | 60–71   |
| ASPTT Aix              | 149–156 | Tintoretto Getafe | 75–67  | 74–89   |
| Sampo Lahti            | 129–138 | Spójnia Gdańsk    | 67–61  | 62–77   |
| Panathinaikos          | 106–173 | Gemeaz Milano     | 53–87  | 53–86   |
| Horizont Minsk         | 142–129 | Vointa Bucharest  | 69–51  | 73–78   |
| Slavia Banska Bystrica | 142–121 | Bnei Yehuda       | 69–75  | 73–46   |
| Budapest SE            | 131–155 | Levski Sofia      | 74–68  | 57–87   |
| Stade Clermontois      | 149–168 | Primigi Parma     | 82–77  | 67–91   |
| Dynamo Volgograd       | 140–125 | Olimpia Poznań    | 72–53  | 68–72   |
| Banco Zaragozano       | 137–165 | Racing Paris      | 75–83  | 62–82   |
| Minyor Pernik          | 153–154 | Sparta Prague     | 79–63  | 74–91   |
| Galatasaray            | 147–203 | Iskra Ljubljana   | 86–99  | 61–104  |
| Elektrosila Leningrad  | 182–145 | Slavia Sofia      | 95–62  | 87–83   |
| Kerrygold Canarias     | 145–108 | MENT Thessaloniki | 79–46  | 66–62   |
| Italmeco Bari          | 131–130 | Agon Düsseldorf   | 84–66  | 47–64   |

## Quarti di finale

### Gruppo A
| Pos | Squadra           | G | V | P | PF  | PS  | DP  | Qualificazione              |       | ZJT   | SBV   | CBT   | KSS   |
| --- | ----------------- | - | - | - | --- | --- | --- | --------------------------- | ----- | ----- | ----- | ----- | ----- |
| 1   | Jedinstvo Tuzla   | 6 | 5 | 1 | 500 | 428 | +72 | Qualificata alla semifinale |       | —     | 81–84 | 87–50 | 81–77 |
| 2   | Saturnia Viterbo  | 6 | 4 | 2 | 437 | 425 | +12 |                             |       | 71–84 | —     | 70–63 | 74–66 |
| 3   | Tintoretto Getafe | 6 | 3 | 3 | 413 | 427 | −14 |                             | 73–76 | 73–71 | —     | 77–60 |       |
| 4   | Spójnia Gdańsk    | 6 | 0 | 6 | 397 | 467 | −70 |                             | 73–91 | 58–67 | 63–77 | —     |       |

### Gruppo B
| Pos | Squadra                | G | V | P | PF  | PS  | DP  | Qualificazione              |       | GMI   | HMI   | SBB   | LSS   |
| --- | ---------------------- | - | - | - | --- | --- | --- | --------------------------- | ----- | ----- | ----- | ----- | ----- |
| 1   | Gemeaz Milano          | 6 | 5 | 1 | 450 | 404 | +46 | Qualificata alla semifinale |       | —     | 81–76 | 74–70 | 88–74 |
| 2   | Horizont Minsk         | 6 | 4 | 2 | 457 | 414 | +43 |                             |       | 62–50 | —     | 93–73 | 86–61 |
| 3   | Slavia Banska Bystrica | 6 | 2 | 4 | 434 | 466 | −32 |                             | 61–77 | 72–63 | —     | 76–73 |       |
| 4   | Levski Spartak         | 6 | 1 | 5 | 428 | 485 | −57 |                             | 61–80 | 72–78 | 87–77 | —     |       |

### Gruppo C
| Pos | Squadra          | G | V | P | PF  | PS  | DP  | Qualificazione              |       | PPA    | DVO    | RPA   | SPR   |
| --- | ---------------- | - | - | - | --- | --- | --- | --------------------------- | ----- | ------ | ------ | ----- | ----- |
| 1   | Primigi Parma    | 6 | 4 | 2 | 491 | 469 | +22 | Qualificata alla semifinale |       | —      | 106–83 | 89–84 | 78–66 |
| 2   | Dynamo Volgograd | 6 | 4 | 2 | 487 | 453 | +34 |                             |       | 102–91 | —      | 71–74 | 83–60 |
| 3   | Racing Paris     | 6 | 4 | 2 | 438 | 425 | +13 |                             | 65–56 | 59–75  | —      | 76–65 |       |
| 4   | Sparta Praga     | 6 | 0 | 6 | 392 | 461 | −69 |                             | 69–71 | 63–73  | 69–80  | —     |       |

### Gruppo D
| Pos | Squadra                | G | V | P | PF  | PS  | DP  | Qualificazione              |       | ILU    | ELE   | KCA   | IBA   |
| --- | ---------------------- | - | - | - | --- | --- | --- | --------------------------- | ----- | ------ | ----- | ----- | ----- |
| 1   | Iskra Lubiana          | 6 | 5 | 1 | 484 | 412 | +72 | Qualificata alla semifinale |       | —      | 89–69 | 80–65 | 64–44 |
| 2   | Elektrosila Leningrado | 6 | 4 | 2 | 528 | 453 | +75 |                             |       | 113–80 | —     | 98–74 | 90–70 |
| 3   | Kerrygold Canarias     | 6 | 2 | 4 | 399 | 470 | −71 |                             | 74–93 | 58–93  | —     | 67–51 |       |
| 4   | Italmeco Bari          | 6 | 1 | 5 | 349 | 425 | −76 |                             | 47–78 | 82–66  | 55–61 | —     |       |

## Semifinali
| Squadra #1      | Totale  | Squadra #2      | Andata | Ritorno |
| --------------- | ------- | --------------- | ------ | ------- |
| Primigi Parma   | 135–122 | Gemeaz Milano   | 79–73  | 56–49   |
| Iskra Ljubljana | 149–150 | Jedinstvo Tuzla | 76–75  | 73–75   |

## Finale
| Squadra #1    | Totale  | Squadra #2      | Andata | Ritorno |
| ------------- | ------- | --------------- | ------ | ------- |
| Primigi Parma | 150–131 | Jedinstvo Tuzla | 79–54  | 71–77   |

## Squadra campione
- Squadra campione • Basket Parma (1º titolo): Rossella Rossi, Cristina Grana, Cynthia Cooper, Marinella Draghetti, Carvie Upshaw, Michela Gassani, Stefania Pozzi, Francesca Fini, Cinzia Schivazappa, Silvana Cadorin. Allenatore: Stefano Tommei.